# Липша (река, впадает в Верхнее Котозеро)
Липша — река в России, протекает по территории Кестеньгского и Малиновараккского сельских поселений Лоухского района Республики Карелии. Длина реки — 13 км.
Река берёт начало из ламбины без названия, в трёх километрах западнее озера Вита.
Течёт преимущественно в северо-восточном направлении по заболоченной местности.
Река в общей сложности имеет десять малых притоков суммарной длиной 26 км.
Втекает на высоте 28,8 м над уровнем моря в Верхнее Котозеро, связанное протокой с Нижним Котозером.
Населённые пункты на реке отсутствуют.
Код объекта в государственном водном реестре — 02020000712102000001554.